# Francesco Ferrara

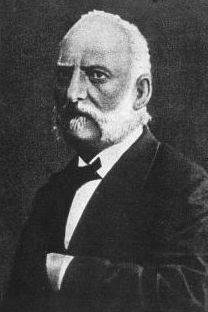
Francesco Ferrara

Francesco Ferrara (* 7. Dezember 1810 in Palermo; † 22. Januar 1900 in Venedig) war ein italienischer Nationalökonom.

## Leben
Ferrara wurde 1834 Chef des Statistischen Bureaus von Sizilien und gründete das „Giornale di Statistica“. Da er sich 1847 an der Bewegung für die Unabhängigkeit Siziliens beteiligt hatte, wurde er in die Citadelle zu Palermo gesperrt, im folgenden Jahr aber befreit und zum Mitglied der provisorischen Regierung erwählt. Nach Turin gesandt, um dem Herzog von Genua die Krone Siziliens anzubieten, verblieb er hier nach Beendigung der Revolution und übernahm auf Anregung Cavours den Lehrstuhl für Nationalökonomie an der Universität Turin, später an der Universität Pisa. Als Finanzminister 1867 in das Kabinett Rattazzi berufen, aber schon nach wenigen Monaten von seinem Amt zurückgetreten, nahm er noch längere Zeit als Mitglied der Finanzkommission der Kammer, gegenwärtig des Senats, regen Anteil an der Gestaltung der italienischen Finanzen. Ab 1868 war er Direktor der Oberhandelsschule in Venedig.

## Werk
Von den von ihm veröffentlichten Werken sind hervorzuheben:
- „Importanza dell' economia politica“ (Turin 1849);
- „Biblioteca dell' economista“ (1850–68, 2 Serien in 27 Bdn.)
- An einem größeren Werk („Il trattato di economia politica“) arbeitete er über 20 Jahre.

Dieser Artikel basiert auf einem gemeinfreien Text aus Meyers Konversations-Lexikon, 4. Auflage von 1888 bis 1890.
| Personendaten    | Personendaten                |
| ---------------- | ---------------------------- |
| NAME             | Ferrara, Francesco           |
| KURZBESCHREIBUNG | italienischer Nationalökonom |
| GEBURTSDATUM     | 7. Dezember 1810             |
| GEBURTSORT       | Palermo                      |
| STERBEDATUM      | 22. Januar 1900              |
| STERBEORT        | Venedig                      |